# Parachemmis hassleri
Parachemmis hassleri is een spinnensoort uit de familie van de loopspinnen (Corinnidae).
De wetenschappelijke naam van de soort werd in 1942 als Stethorrhagus hassleri gepubliceerd door Willis John Gertsch.